# Antonia la Menor

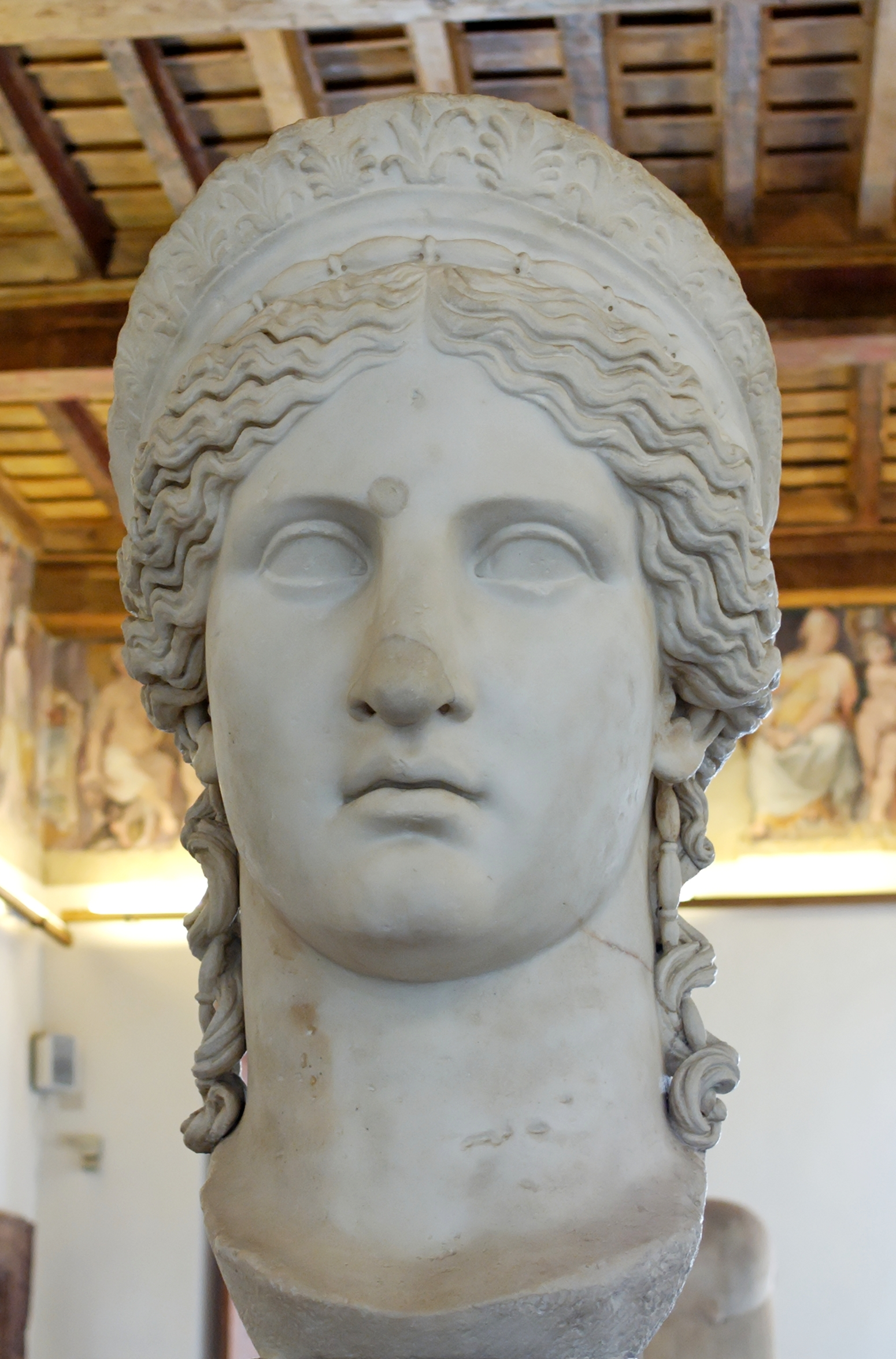
Cabeza monumental en mármol de Paros, obra romana del, conocida como Juno Ludovisi, y que a veces se ha interpretado como un retrato de Antonia.

Antonia la Menor o Antonia Minor (Atenas, 31 de enero de 36 a. C.-Roma, 1 de mayo de 37 d. C.) fue una dama romana, hija menor de Marco Antonio y de Octavia, hermana de Augusto.
Nació durante la estancia de sus padres en Atenas, después de que Marco Antonio abandonara a Octavia para fugarse con Cleopatra VII.
Fue casada en 19 a. C. con Claudio Druso Nerón, hermano de Tiberio, con el que tuvo una numerosa prole, de la que, no obstante, solamente sobrevivieron tres hijos: Germánico (16 a. C.-19 d. C.), Livila (15 a. C.-31 d. C.) y el que sería emperador Claudio Druso (10 a. C.- 54 d. C.). 
Su marido murió en el año 9 a. C. luchando en Germania. Tras la muerte de su hijo Germánico, se hizo cargo de sus seis nietos; en especial de Calígula, quien nunca fue amable con ella, e incendió su casa de Ancio, pero nunca tuvo una buena relación con su nuera Agripina la Mayor. 
Se cree que murió envenenada por su nieto Calígula el 1 de mayo de 38 d. C., aunque las circunstancias de su muerte permanecen misteriosas. Fue una mujer de gran mérito y popularidad entre el pueblo y fue nombrada en las sucesivas emisiones monetarias de su hijo Claudio. De ella se conservan monedas (sobre todo las de Claudio) y la narración de su vida en La Apokolokyntosis o metamorfosis de Claudio en calabaza escrita por Séneca.

## Primeros años
Antonia nació en Atenas en 39 a. C. y en 36 a. C. se instaló en Roma, junto con su madre y sus hermanos.
Nunca tuvo la oportunidad de conocer a su padre, Marco Antonio, quien se divorció de su madre en 32 a. C. y se suicidó en 30 a. C. Fue criada por su madre, su tío y su tía, Livia Drusila. A raíz de herencias, poseyó propiedades en Italia, Grecia y Egipto. Fue una mujer rica e influyente, que a menudo recibió personas que estaban de visita en Roma. Tuvo muchos amigos, entre los cuales se cuentan el rico judío Tiberio Druso Alejandro y Lucio Vitelio, cónsul y padre del futuro emperador Vitelio que gobernaría brevemente tras la muerte de Nerón en 69.

## Matrimonio con Druso y descendencia
En 16 a. C. se casó con el cónsul y general Claudio Druso Nerón, que era hijastro del tío de ella, Augusto, segundo hijo de Livia y su primer esposo, Tiberio Claudio Nerón, y hermano del futuro emperador Tiberio. Tuvieron varios hijos, pero solo tres de ellos llegaron a la edad adulta:
- Germánico, el padre del futuro emperador Calígula.
- Livila, quien se casaría con Druso el Joven, apodado Cástor e hijo de Tiberio y su primera esposa, Vipsania.
- Claudio, que más tarde se convertiría en emperador.

Druso murió en 9 a. C., en una campaña militar en Germania como consecuencia de una caída de caballo. Después de esto, Antonia no volvió a casarse, a pesar de las presiones de su tío Augusto para que volviera a hacerlo.
Antonia regresó a Roma donde crio a sus hijos. Tiberio llegó a adoptar a Germánico como heredero, pero este murió en Siria en 19 d. C., al parecer envenenado y como consecuencia de una conjura en la que estuvieron implicados Cneo Calpurnio Pisón , con quien mantenía una fuerte rivalidad, y su esposa Munacia Plancina. Según Tácito,  por orden de Tiberio, que pudo haber sido el instigador de tal muerte, y Livia, a Antonia no se le permitió asistir al funeral de Germánico. En junio de 29 d. C., tras la muerte de  Livia, se hizo cargo de sus nietos: Calígula, Agripina la Menor, Julia Drusila, Julia Livila y Antonia, hija de Claudio y de su segunda esposa, Elia Petina, hermana de Sejano.

### Conflicto con Livila
En 31 d. C., Antonia descubrió una conjura, urdida por su hija Livila y Elio Sejano, prefecto de la Guardia Pretoriana y confidente y privado de Tiberio, que tenía por objeto asesinar al propio Tiberio y a Calígula y convertirse ellos mismos en emperadores. Previamente, Sejano había intentado casarse con Livila, matrimonio que el emperador no había autorizado, pues habría situado al prefecto en una posición demasiado elevada, a pesar de lo cual parece que el matrimonio finalmente había tenido lugar. Supuestamente, Livila habría llegado a envenenar a su propio esposo, Cástor, por instigación del propio Sejano. Al descubrirse el complot, Sejano fue denunciado ante el Senado por Tiberio, encarcelado y ejecutado. Sus partidarios, incluyendo a varios miembros de su familia y sus hijos pequeños, fueron objeto de sangrientas persecuciones. Según Dión Casio, Livila habría sido entregada a su madre, quien la encerró en sus habitaciones hasta que murió de hambre. 
El Senado romano emitió una Damnatio memoriae contra Sejano y contra Livila, por lo que se destruyeron sus retratos y estatuas, sus nombres se eliminaron de los documentos públicos, y las monedas en que figuraban sus nombres se retiraron de la circulación.

## Durante el reinado de Calígula y muerte
Cuando Tiberio murió, Calígula se convirtió en emperador en marzo de 37, y otorgó a Antonia un rango senatorial, concediéndole los mismos honores que Livia había disfrutado en vida. Se le dio el título de Augusta, que también había llevado Livia, pero Antonia lo rehusó. 
A los seis meses de comenzar a reinar, Calígula cayó gravemente enfermo. Se llegó a temer por su vida, pero sobrevivió, aunque desde entonces no volvió a ser la misma persona. Antonia le ofreció ayuda y consejo en varias ocasiones, pero Calígula, que se fue distanciando cada vez más de ella, los rechazó. Se llegó a rumorear que Calígula había hecho asesinar a Gemelo, hijo de Cástor  y Livila y nieto de Tiberio, que le había designado como co-heredero al trono con Calígula, por haber descubierto que supuestamente estaba involucrado en una conspiración para destronarlo. Este  hecho desagradó profundamente a Antonia, que era abuela tanto de Gemelo como de Calígula. Según Suetonio, harta del emperador, se suicidó; pero también puede ser que la envenenara éste. Antonia no recibió honras fúnebres oficiales, y Calígula se limitó a ver desde el comedor del palacio cómo ardía la pira fúnebre.
En el año 41, tras ser muerto Calígula por los pretorianos, Claudio se convirtió en emperador, y dio a su madre el título de Augusta. El cumpleaños de Antonia se convirtió en una fiesta  oficial, y se celebraron juegos y sacrificios públicos en su honor. La imagen de Antonia fue llevada en procesión.

## En la cultura popular
Antonia ha aparecido como personaje en diversas obras de ficción. Entre ellas, cabe destacar la novela Yo, Claudio, de Robert Graves, adaptada para la televisión en forma de serie de trece capítulos. En la serie, Antonia, que es uno de los personajes principales, es interpretada por Margaret Tyzack. Aparece caracterizada como una mujer hogareña y tradicional, pero  recta y de fuerte carácter, apegada a los tradicionales valores romanos, aunque con una visión del mundo un tanto idealizada e irreal, que hace que a veces no se dé cuenta de lo que está pasando a su alrededor. Tras la muerte de su esposo Druso (interpretado por Ian Ogilvy), durante una campaña militar en Germania, no vuelve a casarse. Se avergüenza de su hijo Claudio (interpretado por Derek Jacobi), al que considera un idiota y por el que no siente demasiado cariño. Mata a su hija Livila  (interpretada por Patricia Quinn) encerrándola en una habitación para que muera de hambre o se suicide al saber de su implicación en la conjura de Sejano y que ha asesinado a su primer marido, Cástor  (Kevin McNally en la serie), hijo de Tiberio. En tiempos de su nieto Calígula (interpretado por John Hurt), se suicida, asqueada de ver en lo que se ha convertido el Imperio.
También es un personaje destacado en la novela de Lindsey Davis La carrera del honor, donde guía y aconseja a Claudio y a sus partidarios.